# Hans Schaefer (Mediziner)
Hans Schaefer (* 13. August 1906 in Düsseldorf; † 22. November 2000 in Heidelberg) war ein deutscher Mediziner, Physiologe und Sozialmediziner. Er war in der Zeit des Nationalsozialismus als Direktor des Kerckhoff-Instituts und gleichzeitig Ordinarius für Physiologie in Gießen für die "kriegswichtige" Forschungen zur „Klimatisierung und  zur Ursachenfindung beim Detonationstod in U-Booten“ verantwortlich. Nach Entnazifizierung und Einstufung als Entlasteter (1948) war er von 1950 bis 1974 Professor der Physiologie und Direktor des Physiologischen Instituts an der Universität Heidelberg.

## Leben und Wirken
Nach seinem Abitur am Realgymnasium in Velbert absolvierte der als Sohn von Mathias Schaefer und dessen Frau, eine geborene Busch, in Düsseldorf geborene Hans Schaefer von 1925 bis 1930 ein Medizinstudium an der Universität München, der Universität Bonn, der Albertus-Universität Königsberg und der Medizinischen Akademie Düsseldorf. Während seines Studiums wurde er Mitglied des AGV München. 1931 erfolgte seine Promotion zum Dr. med. in Bonn, wo er neun Jahre am Physiologischen Institut der Universität tätig war, ab 1930 als Assistent und ab 1935 als Dozent.
1933 habilitierte er sich im Fach Physiologie. Im Mai 1933 trat Schaefer der NSDAP (Mitgliedsnummer 3.144.220) und der Sanitäts-SA bei. Bereits 1934, nach dem "Röhmputsch" und der Ermordung katholischer Priester, wurde dem Katholiken Schäfer klar, dass dies "der grausame Irrtum" sei. Er distanzierte sich während der Nürnberger Prozesse gegenüber seinen Schülern u. a. Friedrich Vogel von den ärztlichen Verbrechen im Nationalsozialismus.
1939 veröffentlichte er mit P. Haass die Entdeckung des Endplattenstroms. Im selben Jahr wurde er stellvertretender Direktor des Physiologischen Instituts der Universität Gießen, 1940 außerplanmäßiger Professor und Leiter der Abteilung für experimentelle Pathologie und Therapie am Kerckhoff-Institut in Bad Nauheim. In dieser Funktion war er an der Geheimforschung zu Kreislauf und Atmung bei Detonationstod und Versuchen zur Höhenfestigkeit beteiligt. Er wirkte auch in der Luftfahrtforschung bei den Untersuchungen über die elektrischen Begleiterscheinungen bei Anoxämie (Sauerstoffmangel im Blut) mit. 1941 wurde er außerordentlicher Professor und zugleich Direktor des Kerckhoff-Institutes für Kreislaufforschung in Bad Nauheim, was er bis 1949 blieb. 1944 wurde er zusätzlich beratender Physiologe beim Oberkommando der Marine. Zu Schaefers Schülern gehörte der Mediziner Paul Schölmerich. 
Wegen antinationalsozialistischer Äußerungen musste sich Schäfer zuerst vor dem Gaugericht in Frankfurt, dann vor dem Parteigericht Hessen-Nassau verteidigen. Diese Zeit bezeichnete er später als "Alptraum". Die Verfahren endeten mit einer "Verwarnung".
Nach einer einjährigen Lehrtätigkeit als Ordinarius für Physiologie an der Medizinischen Fakultät der Universität Gießen wurde er 1949 auf den Lehrstuhl für Physiologie an der Universität Heidelberg berufen und 1950 zum Direktor dieses Instituts ernannt. Von 1953 an bis zu seinem Tode war Hans Schaefer Mitglied der Heidelberger Akademie der Wissenschaften. Im Jahr 1970 wirkte Hans Schaefer an einem „Arbeitsentwurf der Medizinischen Gesamtfakultät der Universität Heidelberg“ mit und sprach sich in diesem Kontext für ein „Konzept der Gesamthochschule in der Medizin“ aus. In diese Gesamthochschule sollten die Krankenpflege und die medizinisch-technische Assistenz hineingenommen werden, da hier der Mangel an hoch qualifiziertem Personal besonders eklatant war. Schaefer wirkte 1954 an der Gründung des neuen Lions Clubs in dieser Stadt mit. Ab 1979 leitete er die Mainauer Gespräche. Er war katholisch. Zusammen mit dem Lions-Club und der Deutschen Paulusgesellschaft, der er von 1969 bis 1974 vorsaß, initiierte er ein Gespräch zwischen Naturwissenschaft und Theologie.
Hans Schaefer übte zahlreiche Funktionen aus. So war er von 1958 bis 1988 als Kuratoriumsmitglied des Stifterverbandes für die Deutsche Wissenschaft tätig und gründete und leitete ab 1961 das Institut für Sozialmedizin der Universität Heidelberg. Er fungierte 1962 als Gründer und von 1963 bis 1975 als Präsident der Deutschen Gesellschaft für Sozialmedizin und war 10 Jahre lang von 1965 bis 1975 Präsident der Deutschen Gesellschaft für Sozialmedizin und Prävention. Außerdem war Hans Schaefer 30 Jahre lang bis zu seinem Tode Mitglied im Bundesgesundheitsrat. 1974 erfolgte seine Emeritierung, doch sein Wissen stellte er weiterhin zur Verfügung, sei es von 1977 bis 1984 als Präsident der Deutschen Liga für das Kind, als wissenschaftlicher Leiter und Mitautor beim Funkkolleg Umwelt und Gesundheit oder als Ehrenmitglied der Deutschen Gesellschaft für Sozialmedizin und Prävention. 1986 erschien seine Autobiographie unter dem Titel Erkenntnisse und Bekenntnisse eines Wissenschaftlers. Er war ab 1931 mit Maretta Schaefer, geborene Ditgens, verheiratet und hatte drei Kinder (Annette, Wolfgang und Anselm).

## Ehrungen und Auszeichnungen
Für seine Engagements erhielt er zahlreiche Ehrungen und Auszeichnungen, darunter
- 1944 Adolf-Fick-Preis
- 1953 Mitgliedschaft der Heidelberger Akademie der Wissenschaften
- 1955 Otto-von-Bollinger-Plakette
- 1956 Ehrenmitgliedschaft auf Lebenszeit der New York Academy of Sciences
- 1957 Mitgliedschaft in der Deutschen Akademie der Naturforscher (Leopoldina), Halle an der Saale
- 1971 Albert-Schweitzer-Medaille
- 1975 Großes Bundesverdienstkreuz der Bundesrepublik Deutschland
- 1975 Ehrenmitgliedschaft der Deutschen Physiologischen Gesellschaft
- 1975 Ehrenmitgliedschaft der österreichischen und schweizerischen Gesellschaft für Sozialmedizin
- 1977 Ehrendoktorwürde der Medizinischen Fakultät der Universität Mainz
- 1986 Salomon-Neumann-Medaille der Deutschen Gesellschaft für Sozialmedizin und Prävention
- 1988 Paracelsus-Medaille der deutschen Ärzteschaft
- Albert-Schweitzer-Medaille der Landesärztekammer Baden-Württemberg
- Mitgliedschaft im Kuratorium der Gesellschaft für Verantwortung in der Wissenschaft
- Ehrenpräsidentschaft der Berufsgenossenschaft für Feinmechanik und Elektrotechnik
- Mitgliedschaft im Council der International Physiological Society.

Hans Schaefer wurde auch zum Herausgeber der Physiological Review und Mitglied der Studienstiftung des deutschen Volkes sowie der Weltgesundheitsorganisation (WHO).
Hans Schaefer wohnte in Heidelberg-Ziegelhausen und starb am 22. November 2000. Insgesamt gab er 33 Bücher heraus und war Autor von über 1000 Veröffentlichungen.

## Veröffentlichungen (Auswahl)
- mit P. Haass: Über einen lokalen Erregungsstrom an der motorischen Endplatte. In: Pflüger’s Archiv für die gesamte Physiologie des Menschen und der Tiere. Band 242, 1939, S. 364–381.
- Elektrophysiologie. 2 Bände. 1940–1942.
- Das Elektrokardiogramm. 1951.
- Die Medizin heute. Theorie, Forschung, Lehre. Piper, München 1962.
- Leib – Geist – Gesellschaft. 1971.
- Folgen der Zivilisation. 1975.
- Herzkrank durch psychosozialen Streß. 1976-
- mit Maria Blohmke: Sozialmedizin. Einführung in die Ergebnisse und Probleme der Medizin-Soziologie und Sozialmedizin; mit Schlüssel zum Gegenstandskatalog. 2. Auflage. Thieme, Stuttgart 1978, ISBN 3-13-473802-3.
- Plädoyer für eine neue Medizin. Piper, München/Zürich 1979, ISBN 3-492-02490-4; 2. Auflage ebenda 1981 (= Serie Piper. Band 225), ISBN 3-492-00525-X.
- als Mitherausgeber: Der Elektrounfall. 1982.
- Medizinische Ethik. Verlag für Medizin Fischer, Heidelberg 1983, ISBN 3-88463-026-1.
- Brückenschläge. Zum Verständnis zwischen Schulmedizin und ausserschulischen Methoden. Verlag für Medizin Fischer, Heidelberg 1983, ISBN 3-88463-035-0.
- Über die Wirkung elektrischer Felder auf den Menschen: vorgetragen in der Sitzung vom 26. Juni 1982 (= Sitzungsberichte der Heidelberger Akademie der Wissenschaften, Mathematisch-Naturwissenschaftliche Klasse. Jahrgang 1983, Abhandlung 3). Springer, Berlin / Heidelberg / New York / Tokyo  1983, ISBN 3-540-12655-4.
- Dein Glaube hat dich gesund gemacht. 1984.
- Erkenntnisse und Bekenntnisse eines Wissenschaftlers. Verlag für Medizin Fischer, Heidelberg 1986, ISBN 3-88463-085-7. Autobiografie.
- Das Prinzip Psychosomatik. Verlag für Medizin Fischer, Heidelberg 1990, ISBN 3-88463-128-4.
- Gefährden Magnetfelder die Gesundheit? (= Sitzungsberichte der Heidelberger Akademie der Wissenschaften, Mathematisch-Naturwissenschaftliche Klasse. Jahrgang 1991, Abhandlung 4). Springer, Berlin / Heidelberg / New York / London / Paris / Tokyo / Hong Kong / Barcelona / Budapest 1991, ISBN 3-540-54284-1.
- Modelle in der Medizin: vorgelegt in der Sitzung vom 30. November 1991. Mit einer historischen Einleitung von Dietrich von Engelhardt (= Sitzungsberichte der Heidelberger Akademie der Wissenschaften, Mathematisch-Naturwissenschaftliche Klasse. Jahrgang 1992, Abhandlung 1). Springer, 1992, ISBN 3-540-55153-0.
- Gefährdet Elektrosmog die Gesundheit? [Gutachten] Mit einer „Stellungnahme der Akademie für Technikfolgenabschätzung in Baden-Württemberg“ von Hans Mohr. Herausgegeben von der Akademie für Technikfolgenabschätzung in Baden-Württemberg, 2. Auflage. Akademie für Technikfolgenabschätzung, Stuttgart 1995, ISBN 3-930241-46-3.
- Gott im Kosmos und im Menschen. Gedanken eines Naturwissenschaftlers. Styria, Graz/Wien/Köln 2000 (= Topos-plus-Taschenbücher. Band 360), ISBN 3-7867-8360-8.